# Астрономија и астрофизика
Астрономија и астрофизика (енгл. Astronomy and Astrophysics) је рецензирани научни часопис о теоријској, посматрачкој и инструменталној астрономији и астрофизици. Овај часопис је један од главних светских научних часописа из астрономије. Издавач часописа је ЕДП Науке. Часопис излази 16 пута годишње.

## Историја
Астрономија и астрофизика часопис је настао 1969. године спајањем неколико националних часописа више европских земаља. Ови часописи су:
- Annales d'Astrophysique ISSN 0365-0499 (Француска), покренут 1938
- Arkiv för Astronomi ISSN 0004-2048 (Шведска), покренут 1948
- Bulletin of the Astronomical Institutes of the Netherlands ISSN 0365-8910 (Холандија), покренут 1921
- Bulletin Astronomique ISSN 0245-9787 (Француска), покренут 1884
- Journal des Observateurs ISSN 0368-3389 (Француска), покренут 1915
- Zeitschrift für Astrophysik ISSN 0372-8331 (Немачка), покренут 1930

Астрономија и астрофизика је потом проширен 1992. године инкорпорацијом часописа Bulletin of the Astronomical Institutes of Czechoslovakia, покренутм 1947. Астрономија и астрофизика је у почетку објављивао чланке на енглеском, француском и немачком, мада су чланци на последња два језика били ретки. Временом је објављивање чланака на француском и немачком у потпуности обустављено.

## Земље спонзори
Оригинално су земље спонзори биле четири земље чији су се часописи спојили да формирају овај часопис (Француска, Немачка, Холандија и Шведска), заједно са Белгијом, Данском, Финском и Норвешком. Европска јужна опсерваторија је такође учествовала као "земља чланица". Норвешка се касније повукла, али су се придружиле Аустрија, Грчка, Италија, Шпанија и Швајцарска. Чешка, Естонија, Мађарска, Пољска и Словачка су се такође придружиле 1990-их година. Године 2001. речи "Европски часопис" су склоњене са насловне стране јер је часопис убрзано постајао светски, а 2002. године Аргентина је примљена као "посматрач", а 2005. постала равноправни члан, до када су посматрачи постали и Бразил, Чиле и Португал (који су сада такође чланови). У 2004. управни одбор је објавио да ће часопис размотрити све пријаве за спонзорско чланство, од земаља у целом свету, а са добро документованим активним и напредним астрономским истраживањима.

## Слободан приступ
Свим писмима уреднику и свим чланцима објављеним у онлајн секцијама (Атомски, молекуларни и нуклеарни подаци, Астрономски инструменти, Каталози и подаци, Нумерички методи и кодови) часописа се може одмах приступити, бесплатно и по кориснике и по ауторе. Чланци у другим секцијама су доступни бесплатно након 12 месеци од објављивања. Аутори чланака могу платити да чланак буде одмах бесплатно доступан. Астрономија и астрофизика такође охрабрује качење чланака на личне вебсајтове аутора, вебсајтове ауторове институције или архивирање на arXiv-у. Аутори из неке од земаља чланица не плаћају објављивање њихових чланака, док остали плаћају таксу, по страници чланка. Аутори објављених чланака потписују предају ауторских права на чланак Европској јужној опсерваторији.